# Jack Webb
Jack Webb (Santa Monica, 2 aprile 1920 – West Hollywood, 23 dicembre 1982) è stato un attore, regista e sceneggiatore statunitense.

## Biografia
Nato nello stato della California da Samuel Chester Webb e Margaret Smith, studiò prima alla scuola Our Lady of Loretto poi alla Belmont High School a Los Angeles. In seguito frequentò la St. John's University in Minnesota. Come regista diresse diversi film dove figurava anche come attore, quali Mandato di cattura (1954) e Tempo di furore (1955), e si dedicò anche alla produzione e regia per il piccolo schermo, dirigendo oltre 50 episodi della serie Dragnet, alcuni della serie Squadra emergenza e producendo la serie Pete Kelly's Blues.

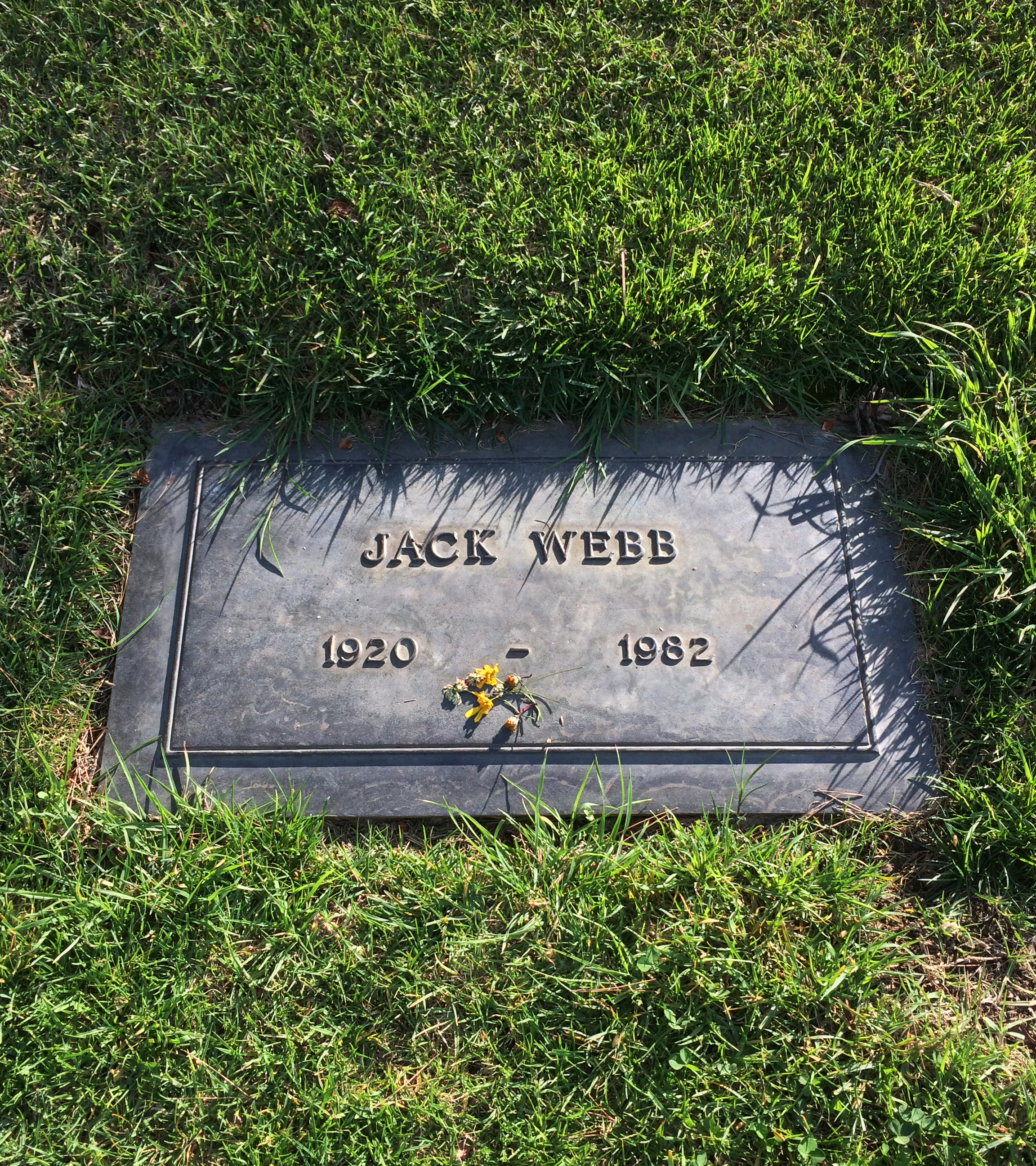
Tomba di Jack Webb nel Forest Lawn Memorial Park

Nel 1947 sposò l'attrice e cantante Julie London, da cui ebbe due figli, Stacy (1950–1996) e Lisa, nata nel 1952. Dopo il divorzio nel 1954 dalla London, Webb si risposò l'anno successivo con Dorothy Towne, da cui divorziò due anni dopo nel 1957. Il terzo matrimonio con la modella e attrice Jackie Loughery durò dal 1958 al 1964, mentre la quarta e ultima moglie fu Opal Wright, sposata nel 1980.

## Filmografia parziale

### Attore
- Egli camminava nella notte (He Walked by Night), regia di Alfred L. Werker (1948)
- Il mio corpo ti appartiene (The Men), regia di Fred Zinnemann (1950)
- Viale del tramonto (Sunset Boulevard), regia di Billy Wilder (1950)
- La città nera (Dark City), regia di William Dieterle (1950)
- Okinawa (Halls of Montezuma), regia di Lewis Milestone (1951)
- Il cerchio di fuoco (Appointment with Danger), regia di Lewis Allen (1951)
- Il comandante Johnny (You're in the Navy Now), regia di Henry Hathaway (1951)
- Mandato di cattura (Dragnet), regia di Jack Webb (1954)
- Tempo di furore (Pete Kelly's Blues), regia di Jack Webb (1955)
- The D.I., regia di Jack Webb (1957)
- -30-, regia di Jack Webb (1959)
- A Force in Readiness - cortometraggio (1961)
- Faccia di bronzo (The Last Time I Saw Archie), regia di Jack Webb (1961)
- Red Nightmare, regia di George Waggner (1962)

## Doppiatori italiani
- Stefano Sibaldi in Il mio corpo ti appartiene, Il comandante Johnny
- Carlo Romano in Viale del tramonto, La città nera
- Augusto Marcacci in Okinawa
- Mario Pisu in Il cerchio di fuoco
- Emilio Cigoli in Tempo di furore